# Schumabai Schajachmetow
Schumabai Schajachmetuly Schajachmetow (kasachisch Жұмабай Шаяхметұлы Шаяхметов, russisch Жумабай Шаяхметович Шаяхметов Schumabai Schajachmetowitsch Schajachmetow; * 30. August 1902 im Bezirk Omsk, Oblast Akmolinsk, Russisches Kaiserreich; † 17. Oktober 1966 in Alma-Ata, Kasachische SSR) war ein sowjetischer Politiker.

## Leben
Schumabai Schajachmetow wurde in eine arme Bauernfamilie geboren. Er besuchte ab 1915 eine kasachisch-russische Schule, die er zwei Jahre später abschloss. Ab 1919 arbeitete Schajachmetow als Lehrer. Von 1921 bis 1923 war er Sekretär eines regionalen Revolutionskomitees in der Oblast Akmolinsk. Anschließend war er drei Jahre lang für die Arbeiter- und Bauernmiliz im Bezirk Tscherlak tätig. Zwischen 1926 und 1928 war er Ausbilder eines Bezirkskomitees der Massenorganisation Koschtschi, die sich für die Interessen der Bauern in den Gebieten Zentralasiens einsetzte. Ab 1928 arbeitete Schajachmetow für das Innenministerium der UdSSR, wo er ab 1936 stellvertretender Leiter der Regionaldirektion Nordkasachstan und von Mai bis Juli 1938 stellvertretender Leiter des Büros in Alma-Ata war.
Am 14. Juli 1938 wurde er nach einer Entscheidung des ersten Plenums des Zentralkomitees der Kommunistischen Partei Kasachstans zum dritten Sekretär der Partei und nur rund ein Jahr später wurde er durch Beschluss des dritten Plenums Zentralkomitees zum zweiten Sekretär der Partei. Am 14. September 1946 wurde er erster Sekretär des Zentralkomitees der Kommunistischen Partei. Er löste dabei Nikolai Skworzow ab, der diesen Posten seit 1938 innehatte. Schajachmetow war damit der erste ethnische Kasache, der an der Spitze des Zentralkomitees stand. Er führte die Kommunistischen Partei beinahe acht Jahre lang, bis er am 6. März 1954 entlassen wurde. Von 1950 bis 1954 war er außerdem Vorsitzender des Rates der Nationalitäten des Obersten Sowjets der UdSSR.
Vom 14. Oktober 1952 bis zum 14. Februar 1956 war Schajachmetow zudem Mitglied des Zentralkomitees der Kommunistischen Partei der Sowjetunion. Von Februar 1954 bis Mai 1955 war er erster Sekretär des Regionalkomitees der KP in der Oblast Südkasachstan.
Schajachmetow starb 1966 in Alma-Ata.

## Auszeichnungen
- Orden des Roten Banners der Arbeit (1939)
- Leninorden (1952)
- Ehrenzeichen der Sowjetunion